# Sisis
Sisis és un gènere d'aranyes araneomorfes de la subfamília dels erigonins, dins de la família Linyphiidae. Es poden trobar a la zona neàrtica: el Canadà i els Estats Units
Fou descrit per primera vegada per S. C. Bishop i C. R. Crosby l'any 1938.

## Llista d'espècies
Segons The World Spider Catalog 12.0:
- Sisis plesius (Chamberlin, 1949)
- Sisis rotundus (Emerton, 1925) (Espècie tipus)